# Le Juch

Le Juch este o comună în departamentul Finistère, Franța. În 1 ianuarie 2022 avea o populație de 753 de locuitori.